# Елена Гілберт
Елена Марі Гілберт (англ. Elena Marie Gilbert) — центральний персонаж серіалу « Щоденники Вампірів » у виконанні американської акторки болгарського походження Ніни Добрев. Елена Ґілберт народилася 22 червня 1992, на початок серіалу живе в Містик-Фоллс, штат Вірджинія, є дочкою Джона Ґілберта і Ізабель Флеммінг і прийомною дочкою Грейсона і Міранди Ґілберт. У неї є молодший брат Джеремі Ґілберт і тітка Дженна Соммерс. Грейсон і Міранда Ґілберт гинуть в автокатастрофі, і Дженна стає офіційним опікуном Елени і Джеремі. До автокатастрофи Елена зустрічалася з Меттом Донованом, який все ще плекає до неї почуття.

## Біографія
На початку серіалу Елейна закохується в Стефана Сальваторе, — вампіра, як це стає відомо пізніше. За випадковим збігом обставин Елейна дізнається про те, що Стефан та його брат Деймон — вампіри. Ця новина її шокує. Але вона в змозі з нею впоратися. В ході  розвитку сюжету з'ясовується, що Елейна є двійником свого предка — Кетрін Пірс, що робить її надприродною істотою. Незважаючи на споріднення, характери Елейни та Кетрін абсолютно протилежні. У кімнаті Стефана Елейна знаходить портрет дівчини, дивно схожої на неї, і Стефан змушений розповісти їй, що саме ця дівчина 145 років тому перетворила їх з Деймоном на вампірів, і саме через неї й відбувається ворожнеча між братами. Також Стефан розкрив Елейні таємницю її порятунку в ніч аварії, в якій загинули її батьки.
У 2-му сезоні Елейна дізнається, що вона є двійником Катерини Петрової (Кетрін Пірс), а отже, має бути принесена в жертву для вивільнення суті перевертня Клауса. У підсумку, Елейна гине під час ритуалу, але її рятує Джон Ґілберт, який за допомогою заклинання Бонні пожертвував своїм життям заради життя дочки. Її тітка Дженна, як частина ритуалу, була перетворена на вампіра і вбита Клаусом, тим самим залишивши Елейну без опікуна. В кінці 2-го сезону вона прощає вмираючого від укусу перевертня Деймона за те, що він змусив її випити його крові, і цілує його з думкою, що це можуть бути останні години Деймона. Проте трохи пізніше він зцілюється за допомогою крові Клауса. Для того, щоб отримати кров Клауса, Стефан повинен перетворитися на жорстокого вбивцю і піти разом з ним.
Протягом третього сезону Елейна щосили прагне повернути Стефану його людяність, раніше «відключену» Нікклаусом. У цьому, а також у боротьбі з Давнім гібридом їй допомагає Деймон, через що вони все більше зближуються. Пізніше вона зізнається Стефану, що має почуття і до його брата. Під час їх спільного перебування в Денвері між Елейною та Деймоном виникає сильне тяжіння, яке провокує пристрасний поцілунок, перерваний Джеремі. Вона остаточно заплуталася у своїх почуттях до братів Сальваторе. Тим не менш, в кінці сезону вона все-таки вибирає Стефана, так як з ним вона зустрілася раніше (як вона думала). Після повернення з Денвера, під час ремонту, Елейна непритомніє, і Джеремі відвозить її в лікарню. Однак, ситуація зі здоров'ям Елейни більш небезпечна, ніж здається на перший погляд, і Мередіт Фелл, що працює в лікарні лікарем, вводить їй кров Деймона, щоб зберегти її життя. Аларік, як опікун, намагається забрати Елейну з лікарні, але Джеремі випереджає його. Пізніше Джеремі і Метт приймають рішення вивезти Елейну з міста. Коли Аларік вбиває Ніклауса — родоначальника вампірської лінії братів Сальваторе, Керолайн Форбс, Тайлера Локвуда, Елейна знаходиться в машині Метта по дорозі з міста. Вона змушена ухвалити рішення, з ким їй розпрощатися: з Деймоном або зі Стефаном, Керолайн і Тайлером. Вибравши Стефана, вона з Меттом повертається до Містик-Фоллс, але через раптову появу на шляху автомобіля Ребекки, не впоравшись з керуванням, падають з моста у воду. Підоспівши до місця аварії Стефан, на прохання Елейни рятує Мета, Елейна тоне, але так як в той момент в її організмі присутня вампірська кров, вона повертається до життя через деякий час, ставши вампіром. Під час перетворення вона згадує, що першим вона зустріла Деймона: в очікуванні машини батьків Елейна йшла з вечірки, на якій посварилася з Меттом, і зустрілася з Деймоном, який потім навіяв Елейні забути їх першу зустріч.
На початку 4-го сезону Елейна змушена ухвалити рішення залишитися вампіром, завершивши перетворення, або залишитися людиною і померти. Знаючи про бажання Стефана бути з нею, вона вирішує завершити перетворення. Стефан навчає Елейну пити кров тварин, але її організм відторгає її, як і кров Деймона і донорську кров. Пізніше Елейна розлучається зі Стефаном через те, що посилилися її почуття до Деймона, але Деймон, дізнавшись про кровний зв'язок між ними, ставить під сумнів щирість почуттів Елейни. Також вона дізнається, що є ліки від вампіризму і що Стефан разом з Клаусом шукають їх. Щоб знайти шлях до ліків, брат Елейни - Джеремі повинен завершити обряд татуювання мисливця за вампірами. Завершене вбивством брата Клауса - Коула (і всіх вампірів його кровної лінії), татуювання направляє їх на острів. Пробуджений Сайлос вбиває Джеремі. Після смерті Джеремі Елейна була не в собі, і Деймон, щоб допомогти їй впоратися з болем, попросив її відключити людяність, після чого Елейна зіпсувала відносини з усіма людьми, які були їй дорогі. Брати Сальваторе приймають рішення повернути Елейні людяність. Але на випускному кожен з її друзів усвідомлює, що колишньої Елейни більше немає, а після її спроби вбити Бонні брати йдуть на крайні заходи, і замикають Елейну в підвалі свого будинку. До Елейни повернулися почуття після того, як Деймон вбив Метта, і вона трансформувала весь свій біль в ненависть до Кетрін, в результаті чого між ними відбувається бійка, в кінці якої Елейна змушує Кетрін прийняти ліки. У четвертому сезоні Елейна перетворюється на вампіра, і це сильно міняє її характер і сприйняття світу. У міру розвитку сюжетної лінії в Елейни виникає прихильність до брата Стефана — Деймона. Після того, як Елейна стає вампіром, вона починає зустрічатися з Деймоном. У фіналі четвертого сезону Елейна, звільнена від кровного зв'язку з Деймоном, підтверджує, що закохана в Деймона, незважаючи на його найгірші якості.

## Цікаві факти
1. Знак зодіаку Елейни - Рак.
2. Вона правша.
3. Елейна з'явилася в 133 епізодах протягом 6 сезонів, причому 2 рази в її тілі була Кетрін, її остання поява  була у фіналі восьмого сезону.
4. Вона не розмовляє французькою, хоча відвідувала уроки французької мови в середній школі Містик Фоллз, як згадувалося в пілоті.
5. Міранда, мати Елейни, подарувала дочці її перший щоденник, коли їй було дев'ять років, і вона почала писати в ньому через рік.
6. Автомобіль Елейни — позашляховик Ford Escape 2008 року випуску, номерний знак EFG 3J85.
7. Протягом багатьох років у неї було багато різних мобільних телефонів. У неї були Blackberry Pearl, Blackberry Bold, Purple Blackberry Curve 8520 і Nokia Lumia 610 White. У третьому сезоні вона мала AT&T Samsung Captivate і білий AT&T Samsung Galaxy S II Skyrocket.
8. У серіалі фізичні та особистісні аспекти Елейни з книг передаються Керолайн.
9. У романах Елейна дружить з Бонні Маккалоу і Мередіт Сулез , але в серіалі Мередіт і Елейна не близькі, а Бонні Беннет і Керолайн Форбс є найкращими подругами Олени.
10. У романах у неї є молодша сестра на ім'я Маргарет Гілберт і тітка на ім'я Джудіт Максвелл. У серіалі Елейна має молодшого брата на ім'я Джеремі Гілберт і тітку на ім'я Дженна Соммерс .
11. У старших класах Елейна хотіла стати письменницею.
12. Елейна не вміє готувати, як і її прийомна мати Міранда.
13. Вона — єдина людина, яка померла з кров’ю вампіра в організмі та прокинулася людиною. Це сталося через заклинання Бонні, яке зв’язало життєві сили Елейни та Джона.
14. І Елейна, і її мати Ізобель були перетворені на вампірів кров'ю Деймона. 
15. До того, як вона стала вампіром, вона була (імовірно) третім і останнім двійником Петрової .

## Нагороди та номінації
За роль Елейни Ґілберт Ніна Добрев з 2010 отримала дві номінації та п'ять нагород премії «Teen Choice Awards», а також дві номінації та дві нагороди премії «People’s Choice Awards».